# Guntram
Guntram est un opéra en trois actes de Richard Strauss sur un livret du compositeur. Il est créé à Weimar le 10 mai 1894 sous la direction du compositeur. L'ouvrage est révisé en 1940.

## Distribution
| Rôle                                                 | Voix           | Première, 10 mai 1894 Chef d'orchestre: Richard Strauss |
| ---------------------------------------------------- | -------------- | ------------------------------------------------------- |
| Le vieux Duc                                         | basse          | Karl Bucha                                              |
| Freihild, sa fille                                   | soprano        | Pauline Strauss-De Ahna,                                |
| Duc Robert, son époux                                | baryton        | Franz Schwarz                                           |
| Guntram,                                             | ténor          | Heinrich Zeller                                         |
| Friedhold, singer                                    | basse          | Ferdinand Wiedey                                        |
| Le bouffon du duc                                    | ténor          | Hans Gießen                                             |
| Une vieille femme                                    | contralto      | Louise Tibelti                                          |
| Un vieillard                                         | ténor          | Hr. Lutz                                                |
| Deux jeunes hommes                                   | basses         | Hr. Barth Hermann Buche                                 |
| Trois vassaux                                        | basses         | Hr. Fischer, Hr. Schustherr, Hr. Henning                |
| Un messager                                          | baryton        | Hermann Buche                                           |
| Quatre Minnesingers                                  | ténors, basses | Hr. v. Szpinger, Hr. Knöfler, Hr. Glitsch, Hr. Weyrauch |
| Vassaux, Minnesingers, moines, serviteurs, vagabonds |                |                                                         |

## Argument
Guntram membre d'un Ordre de moines-chevaliers qui luttent pour la défense de la justice, vient délivrer un peuple de la tyrannie d'un duc malfaisant, le Duc Robert. Il tombe amoureux de sa femme Freihilde.